# Харманлийски пролом
Харманлийският пролом е пролом на река Марица в Южна България, между планината Сакар на североизток и Източнородопските ридове Хухла и Градище на югозапад в Община Харманли, област Хасково.
Проломът е с дължина около 15 km, а средната му надморската височина е 67 m. Проломът е антецедентен и е всечен в устойчиви скали – гнайси, амфиболити и шисти в горната чост, а в долната – риолити, латити и туфити. Склоновете му са полегати.
Започва североизточно от град Харманли, при устието на Харманлийска река, на около 70 m н.в. и се насочва на югоизток. В този си участък (в района на град Харманли) проломът е най-тесен откъдето произлиза и името му. След това се разширява и в района на село Бисер е средата му като тук надморската му височина е около 67 m. Завършва северно от град Любимец, при устието на Бисерска река, на 64 m н.в.
През пролома, по десния (югозападен) долинен склон преминава участък от 17,6 km от първокласния Републикански път I-8 ГКПП Калотина – София – Пловдив – ГКПП Капитан Андреево - Капъкуле (от km 332,3 до km 349,9)
Успоредно на шосето, също по десния долинен склон преминава и участък около 16 km от трасето на жп линията София – Пловдив – Свиленград.
По левия (североизточен) долинен склон преминава и участък от новопостроената и пусната в експлоатация автомагистрала „Марица“ (от km 70 до km 85).

## Топографска карта
- Лист от карта K-35-76. Мащаб: 1 : 100 000.
- Лист от карта K-35-77. Мащаб: 1 : 100 000.